# Élections communales à Evere
Les élections communales à Evere se déroulent, comme partout en Belgique, en octobre tous les six ans ; date à laquelle les citoyens-électeurs élisent leurs conseillers communaux au suffrage universel direct.
Dans la Région de Bruxelles-Capitale, dont fait partie Evere, les conseillers communaux élus par les citoyens  élisent à leur tour, entre eux, les membres du collège communal et présente un candidat bourgmestre au Gouvernement de la Région de Bruxelles-Capitale. La nomination du candidat bourgmestre à son mandat politique est effective lors de sa prestation de serment devant le ministre-président de la Région (article 13 de la loi communale).
Le conseil et le collège sont élus pour une période de six ans prenant cour le 1er décembre suivant le jour des élections par les citoyens (articles 2 et 3 de la loi communale). 
Depuis les élections communales d'octobre 1947 qui a jeté l'ancienne majorité du Parti social-chrétien dans l'opposition, l'électorat de la commune soutient fortement le Parti socialiste.

## Élection 1976
Date : dimanche 10 octobre 1976
| Population (au 31 décembre 1975) | Inscrits       | Bulletins déposés | Votes valables | Votes nuls ou blancs |
| -------------------------------- | -------------- | ----------------- | -------------- | -------------------- |
| < 30 000                         | non disponible | 20 296            | 19 642         | 654                  |
|                                  |                |                   |                |                      |
|                                  |                | 100 %             | 96,78 %        | 3,22 %               |

### Tendances politiques et résultats
L'alliance formée par le Parti socialiste (PS) et le Socialistische Partij (SP) obtient 7 743 voix sur 19 642 votes valables et permet au bourgmestre sortant, François Guillaume, de reconduire son mandat
| parti / alliance   | PS-SP | FDF   | PSC-CVP | Vlaams Blok | PRL-VLD | PCB-KPB | PTB-PVDA |
| no de liste        |       |       |         |             |         |         |          |
| votes              | 7 443 | 4 474 | 3 806   | 1 773       | 1 567   | 478     | 101      |
| membres au conseil | 13    | 7     | 6       | 2           | 1       | 0       | 0        |

### Administration communale

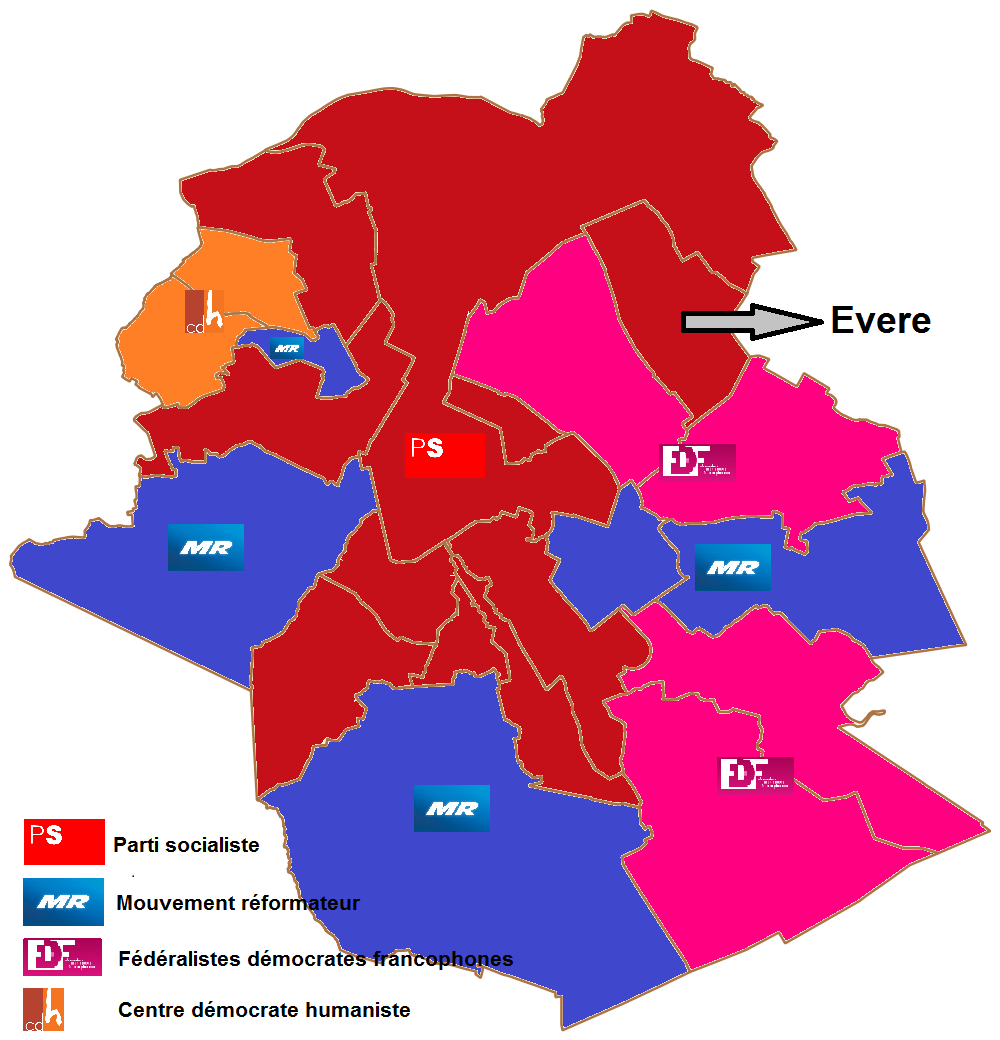
Appartenance politique des bourgmestres de la Région de Bruxelles-Capitale.

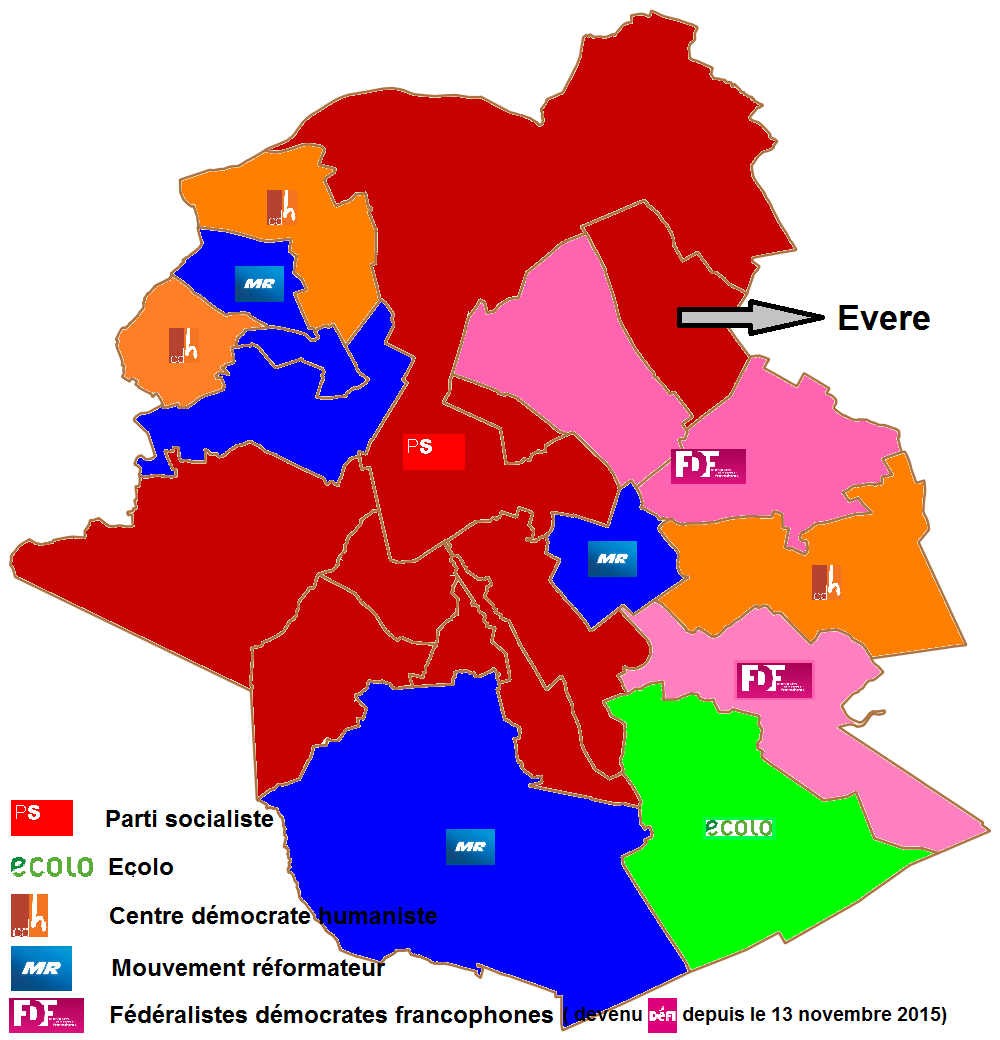
Appartenance politique des bourgmestres de la Région de Bruxelles-Capitale.

Conformément à l'article 8 de la loi communale et aux dispositions relatives aux communes peuplées de 25 000 à 29 999 habitants au 31 décembre 1975, le conseil communal d'Evere est composé de 29 élus au suffrage universel indirect.
Membres du collège :
- François Guillaume, bourgmestre, PS

## Élection 1982
Date : dimanche 10 octobre 1982
| Population (au 31 décembre 1981) | Inscrits       | Bulletins déposés | Votes valables | Votes nuls ou blancs |
| -------------------------------- | -------------- | ----------------- | -------------- | -------------------- |
| > 30 000                         | non disponible | 20 269            | 19 207         | 1 062                |
|                                  |                |                   |                |                      |
|                                  |                | 100 %             | 94,76 %        | 5,24 %               |

### Tendances politiques et résultats
L'alliance formée par le Parti socialiste (PS) et le Socialistische Partij (SP) obtient 8 281 voix sur 19 207 votes valables et permet au bourgmestre sortant, François Guillaume, de reconduire son mandat
| parti / alliance   | PS-SP | FDF   | PSC-CVP | PRL   | Libert | Vlaams Blok | UDRT-RAD | PCB-KPB | Oman | PTB-PVDA |
| no de liste        |       |       |         |       |        |             |          |         |      |          |
| votes              | 8 281 | 3 161 | 2 264   | 1 939 | 1 335  | 1 057       | 709      | 313     | 80   | 68       |
| membres au conseil | 17    | 5     | 4       | 3     | 1      | 1           | 0        | 0       | 0    | 0        |

### Administration communale
Conformément à l'article 8 de la loi communale et aux dispositions relatives aux communes peuplées de 30 000 à 34 999 habitants au 31 décembre 1981, le conseil communal d'Evere est composé de 31 élus au suffrage universel indirect.
Membres du collège :
- François Guillaume, bourgmestre, PS

## Élection 1988
Date : dimanche 9 octobre 1988
| Population (au 31 décembre 1987) | Inscrits | Bulletins déposés | Votes valables | Votes nuls ou blancs |
| -------------------------------- | -------- | ----------------- | -------------- | -------------------- |
| 30 250                           | 21 669   | 19 274            | 17 356         | 928                  |
|                                  | 100 %    | 88,95 %           |                |                      |
|                                  |          | 100 %             | 95,19 %        | 4,81 %               |

### Tendances politiques et résultats
L'alliance formée par le Parti socialiste (PS) et le Socialistische Partij (SP) obtient 9 978 voix sur 17 356 votes valables, soit la majorité absolue, et permet au bourgmestre sortant, François Guillaume, de reconduire son mandat
| parti / alliance   | PS-SP | PSC-CVP | PRL   | FDF   | VU  |
| no de liste        |       |         |       |       |     |
| votes              | 9 978 | 2 920   | 2 675 | 2 170 | 603 |
| membres au conseil | 19    | 5       | 4     | 3     | 0   |

### Administration communale
Conformément à l'article 8 de la loi communale et aux dispositions relatives aux communes peuplées de 30 000 à 34 999 habitants au 31 décembre 1987, le conseil communal d'Evere est composé de 31 élus au suffrage universel indirect.
Membres du collège :
- François Guillaume, bourgmestre, PS

## Élection 1994
Date : dimanche 9 octobre 1994
| Population (au 31 décembre 1993) | Inscrits | Bulletins déposés | Votes valables | Votes nuls ou blancs |
| -------------------------------- | -------- | ----------------- | -------------- | -------------------- |
| 28 819                           | 20 323   | 17 837            | 17 005         | 832                  |
|                                  | 100 %    | 87,77 %           |                |                      |
|                                  |          | 100 %             | 95,34 %        | 4,66 %               |

### Tendances politiques et résultats
L'alliance formée par le Parti socialiste (PS) et le Socialistische Partij (SP) obtient 7 503 voix sur 17 005 votes valables et permet au bourgmestre sortant, François Guillaume, de reconduire son mandat. 
| parti / alliance   | PS-SP | PRL-VLD | FDF   | PSC   | Vlaams Blok | Ecolo | CVP | Plus | Unie | PTB-PVDA |
| no de liste        |       |         |       |       |             |       |     |      |      |          |
| votes              | 7 503 | 2 703   | 2 227 | 1 207 | 1 059       | 1 031 | 764 | 273  | 150  | 88       |
| membres au conseil | 17    | 5       | 4     | 1     | 1           | 1     | 0   | 0    | 0    | 0        |

### Administration communale
Conformément à l'article 8 de la loi communale et aux dispositions relatives aux communes peuplées de 25 000 à 29 999 habitants au 31 décembre 1993, le conseil communal d'Evere est composé de 29 élus au suffrage universel indirect.
Rudi Vervoort est nommé bourgmestre le 2 février 1998 à la suite de la démission volontaire, du poste, de François Guillaume.
Membres du collège :
- François Guillaume puis Rudi Vervoort, bourgmestre, PS

## Élection 2000
Date : dimanche 8 octobre 2000
| Population (au 31 décembre 1999) | Inscrits | Bulletins déposés | Votes valables | Votes nuls ou blancs |
| -------------------------------- | -------- | ----------------- | -------------- | -------------------- |
| 31 348                           | 20 927   | 17 356            | 16 486         | 870                  |
|                                  | 100 %    | 82,9 %            |                |                      |
|                                  |          | 100 %             | 95 %           | 5 %                  |

### Tendances politiques et résultats
L'alliance formée par le Parti socialiste (PS) et le Socialistische Partij (SP) permet au bourgmestre sortant, Rudi Vervoort, de reconduire son mandat de bourgmestre acquis le 2 février 1998 par la démission volontaire, du poste, de son prédécesseur.
| parti / alliance   | PS-SP | PRL-VLD | Ecolo | FDF   | PSC-CVP | Vlaams Blok | Evere |
| no de liste        |       |         | 9     |       |         |             |       |
| votes              | 6 563 | 3 136   | 2 207 | 1 509 | 1 282   | 1 274       | 525   |
| membres au conseil | 15    | 6       | 4     | 2     | 2       | 2           | 0     |

### Administration communale
Conformément à l'article 8 de la loi communale et aux dispositions relatives aux communes peuplées de 30 000 à 34 999 habitants au 31 décembre 1999, le conseil communal d'Evere est composé de 31 élus au suffrage universel indirect.
Membres du collège :
- Rudi Vervoort, bourgmestre, PS
- Pierre Muylle, échevin, PS (1er échevin à partir de 2001)

## Élection 2006
Date : dimanche 8 octobre 2006
| Population (au 31 décembre 2005) | Inscrits | Bulletins déposés | Votes valables | Votes nuls ou blancs |
| -------------------------------- | -------- | ----------------- | -------------- | -------------------- |
| 33 462                           | 21 876   | 18 897            | 17 829         | 1 068                |
|                                  | 100 %    | 86,38 %           |                |                      |
|                                  |          | 100 %             | 94,35 %        | 5,65 %               |

### Tendances politiques et résultats
Lors des élections communales de 2006, contrairement aux autres communes de l'est de la Région de Bruxelles-Capitale, où les majorités politiques sont de tendance libérale, Evere reste attachée aux partis de gauche. La liste PS-sp.a+ formée par le Parti socialiste (PS) et le Socialistische Partij Anders (sp.a) menée par le bourgmestre sortant Rudi Vervoort obtient 7 091 voix sur 17 829 votes valables dont 3 195 votes préférentiels pour celui-ci. Le tiercé des voies préférentielles est complété par Joseph Cortens (PS) avec 700 votes et par Eric Degand (cdH) avec 649 votes.
| parti / alliance   | MR-FDF | Vlaams Belang | Ecolo | cdH   | Trèfle | Libéraux Evere-VLD | FDB | PS-sp.a+ |
| no de liste        | 2      | 5             | 9     | 12    | 14     | 15                 | 16  | 17       |
| votes              | 3 107  | 1 321         | 1 726 | 2 657 | 174    | 1 459              | 294 | 7 091    |
| membres au conseil | 6      | 1             | 2     | 5     | 0      | 2                  | 0   | 15       |

### Administration communale
Conformément à l'article 8 de la loi communale et aux dispositions relatives aux communes peuplées de 30 000 à 34 999 habitants au 31 décembre 2005, le conseil communal d'Evere est composé de 31 élus au suffrage universel indirect.
Selon l'article 16 de la même loi communale et aux dispositions y relatives  aux communes peuplées de 30 000 à 49 999 habitants au 31 décembre 2005, le collège des bourgmestre et échevins d'Evere est composé du bourgmestre et de sept échevins élus par le conseil communal. Cependant, suivant l'opportunité donnée par les articles 279 et 280, le conseil communal a décidé d'élire un échevin supplémentaire et donc de porter le nombre de membres du collège à neuf personnes.
Membres du collège :
- Rudi Vervoort, bourgmestre, PS
- Pierre Muylle, 1er échevin, PS
- Joseph Corten, échevin, PS
- Jeannine Joannes, échevine, FDF
- Jean-Luc Liens, échevin, sp.a
- Dominique Clajot, échevine, PS
- Alain Vander Elst, échevin, MR
- Éliane Lepoivre-Daels, échevine, PS
- Fatiha Saïdi, échevine, PS

Président du CPAS :
- Christian Béozière, PS

## Élection 2012
Date : dimanche 14 octobre 2012
| Population (au 31 décembre 2011) | Inscrits | Bulletins déposés | Votes valables | Votes nuls ou blancs |
| -------------------------------- | -------- | ----------------- | -------------- | -------------------- |
| 37 190                           | 22 309   | 18 554            | 17 104         | 1 405                |
|                                  | 100 %    | 83,17 %           |                |                      |
|                                  |          | 100 %             | 92,18 %        | 7,82 %               |

### Tendances politiques et résultats
Lors des élections communales de 2012, la liste LB Rudi Vervoort formée par le Parti socialiste (PS), le Socialistische Partij Anders (sp.a), l'Open Vld et un indépendant menée par le bourgmestre sortant Rudi Vervoort obtient 6 624 voix sur 17 104 votes valables  dont 2 744 votes préférentiels pour celui-ci. Le tiercé des voies préférentielles est complété par Alain Vander Elst (MR) avec 885 votes et par Guy Vanhengel (Open Vld) avec 805 votes. Malgré sa deuxième place en termes de suffrages recueillis et le score réalisé par Alain Vander Elst, le MR est rejeté dans l'opposition au conseil communal.
| parti / alliance   | FDF   | Ecolo-Groen | MR    | cdH   | LB Rudi Vervoort | Liens | Nation | Pirate |
| no de liste        | 3     | 4           | 5     | 6     | 11               | 12    | 13     | 14     |
| votes              | 1 954 | 2 281       | 2 975 | 1 537 | 6 624            | 548   | 765    | 420    |
| membres au conseil | 4     | 4           | 6     | 3     | 16               | 0     | 0      | 0      |

### Administration communale
Conformément à l'article 8 de la loi communale et aux dispositions relatives aux communes peuplées de 35 000 à 39 999 habitants au 31 décembre 2011, le conseil communal d'Evere est composé de 33 élus au suffrage universel indirect.
Selon l'article 16 de la même loi communale et aux dispositions y relatives  aux communes peuplées de 30 000 à 49 999 habitants au 31 décembre 2011, le collège des bourgmestre et échevins d'Evere est composé du bourgmestre et de sept échevins élus par le conseil communal. Cependant, suivant l'opportunité donnée par les articles 279 et 280, le conseil communal a décidé d'élire un échevin supplémentaire et donc de porter le nombre de membres du collège à neuf personnes.
Membres du collège :
- Rudi Vervoort, bourgmestre (bourgmestre empêché depuis le 7 mai 2013), PS
- Pierre Muylle, 1er échevin (bourgmestre faisant fonction entre le 7 mai 2013 et le 21 février 2014), PS
- Joseph Corten, échevin (bourgmestre faisant fonction depuis le 21 février 2014)[9], PS
- Jeannine Joannes, échevine, FDF
- Eliane Lepoivre-Daels, échevine, PS
- Fatiha Saïdi, échevine, PS
- Martine Raets, sp.a
- Dominique Clajot, échevine, PS
- Mohamed Ridouane Chahid, échevin, PS

Président du CPAS :
- Christian Béozière, PS

## Élection 2018
Date : dimanche 14 octobre 2018
| Population (au 31 décembre 2017) | Inscrits | Bulletins déposés | Votes valables | Votes nuls ou blancs |
| -------------------------------- | -------- | ----------------- | -------------- | -------------------- |
|                                  |          |                   |                |                      |
|                                  | 100 %    |                   |                |                      |
|                                  |          | 100 %             |                |                      |

### Tendances politiques et résultats
| parti / alliance   | DéFI | Ecolo-Groen | MR | cdH | LB Rudi Vervoort | Nation | NVA | PP |
| no de liste        |      |             |    |     |                  |        |     |    |
| votes              |      |             |    |     |                  |        |     |    |
| membres au conseil | 4    | 7           | 6  | 1   | 16               | 0      | 1   | 0  |

### Administration communale
Membres du collège :
- Rudi Vervoort, bourgmestre (bourgmestre empêché depuis le 7 mai 2013), PS
- Ridouane Chahid, échevin (bourgmestre faisant fonction depuis 3 mars 2020), PS
- Christian Béozière, échevin (bourgmestre faisant fonction du 1er décembre 2018 jusqu'au 2 mars 2020), a démissionné le 2 mars 2020, PS
- David Cordonnier, échevin (à partir du 3 mars 2020), PS
- Véronique Levieux, échevine, PS
- Pascal Freson, échevin, DéFI
- Ali Ince, échevin, PS
- Martine Raets, échevine, openVLD
- Muriel Duquennois, échevine, DéFI
- Habibe Duraki, échevine, PS
- Sébastien Lepoivre, président du CPAS, PS[10]

## Évolution depuis 1976

### Résultat des partis ou coalitions politiques
Évolution du pourcentage des voix recueillies par les partis ou alliances politiques par rapport au nombre de bulletins déposés aux élections communales depuis 1976.

### Abstention et vote nul blanc
Évolution de l'abstention par rapport au nombre d'inscrits sur la liste électorale et du vote blanc par rapport au nombre de bulletins déposés aux élections communales depuis 1976.